# ゴッレート
ゴッレート(Gorreto)は、イタリア共和国リグーリア州ジェノヴァ県にある、人口約100人の基礎自治体（コムーネ）。

## 地理

### 位置・広がり

#### 隣接コムーネ
隣接するコムーネは以下の通り。括弧内のALはアレッサンドリア県、PCはピアチェンツァ県所属を示す。
- カッレーガ・リーグレ (AL)
- ファーシャ
- オットーネ (PC)
- ロヴェーニョ

### 地震分類
イタリアの地震リスク階級 (it) では、3 に分類される
。

## 行政

### 分離集落
ゴッレートには、以下の分離集落（フラツィオーネ）がある。
- Alpe, Borgo, Bosco, Canneto, Fontanarossa, Pissino, Varni